# Contea di Zhouzhi
La contea di Zhouzhi (周至县S, ZhōuzhìP) è una contea della Cina, situata nella provincia dello Shaanxi e amministrata dalla città-prefettura di Xi'an.